# Lennart Klingström
Lennart Klas Valdemar Klingström (* 18. April 1916 in Österåker; † 5. Juli 1994 in Stockholm) war ein schwedischer Kanute.

## Erfolge
Lennart Klingström wurde bei den Olympischen Spielen 1948 in London Olympiasieger im Zweier-Kajak. Auf der 1000-Meter-Strecke qualifizierten er und Hans Berglund sich zunächst als Vierte ihres Vorlaufs für das Finale. Im Endlauf überquerten sie nach 4:07,3 Minuten und damit nur 0,2 Sekunden Vorsprung vor den zweitplatzierten Dänen Ejvind Hansen und Bernhard Jensen die Ziellinie, weitere 1,2 Sekunden dahinter folgten die drittplatzierten Finnen Ture Axelsson und Nils Björklöf.
1948 gewann Klingström bei den Weltmeisterschaften sowohl mit der 4-mal-500-Meter-Staffel als auch im Vierer-Kajak über 1000 Meter die Goldmedaille. Zwei Jahre darauf wurde er in Kopenhagen mit der Staffel erneut Weltmeister, während er im Einer-Kajak über 500 Meter den zweiten Platz belegte.